# Galleria dell'Accademia (Florencie)
Galleria dell'Accademia di Firenze je muzeum umění ve Florencii v Itálii. Bylo založeno v roce 1784 velkovévodou toskánským Leopoldem. V roce 2016 muzeum navštívilo 1,46 milionu lidí, což z něj činí druhé nejnavštěvovanější muzeum umění v Itálii (za Galerií Uffizi). Jeho nejslavnějším exponátem je Michelangelova socha Davida, je ve sbírkách muzea od roku 1873. Muzeum vedlo několik úspěšných soudních sporů o používání obrazu Michelangelovy sochy, a to navzdory tomu, že autorská práva na sochu vypršela před stovkami let. Muzeum schraňuje také další sochy od Michelangela a rozsáhlou sbírku obrazů florentských umělců, většinou z období 1300–1600 (Paolo Uccello, Domenico Ghirlandaio, Sandro Botticelli, Andrea del Sarto). V galerii se nachází též sbírka ruských ikon shromážděná velkoknížaty z rodu Lotrinských. V roce 2001 byla otevřena dlouhodobá výstava Museo degli strumenti musicali. Vystavovány jsou na ní nástroje vyrobené Antoniem Stradivarim, Nicolou Amatim či Bartolomeem Cristoforim, které byly získány florentskou konzervatoří.